# Theorema Egregium
- 数学 > 幾何学 > 多様体論 > 微分幾何学 > リーマン多様体 > 部分リーマン多様体の接続と曲率 > Theorema Egregium

Theorema Egregium（ラテン語。音訳：テオーレーマ・エーグレギウム。直訳：卓越した定理）はカール・フリードリヒ・ガウスにより証明された定理で、曲面のガウス曲率が曲面の内在的な量（リーマン計量）のみで書ける事を主張する。
日本語では
- 「最も素晴らしい定理」[7]
- 「驚異の定理」[8][9]
- 「Gaussの基本定理」[10]
- 「抜群の定理」[11]

などと訳される事もあるが、egregiumには「驚異の」という意味はない。英語では「Remarkable Theorem」（注目すべき定理）と意訳する事もある。

## 語源
「Theorema Egregium」という語はこの定理を示したガウスの原論文から来ている：

## 概要
Mを3次元ユークリッド空間{\displaystyle \mathbb {R} ^{3}}内の曲面とし、PをM上の点とする。点PにおいてMの「最も曲がっている方向」の曲がり具合と「最も曲がっていない方向」の曲がり具合の積を点PにおけるMのガウス曲率という。（ただし図のようにPが鞍点になっている場合は、逆方向の曲がりをマイナスの曲がり具合と解釈する。よってこの場合の「最も曲がっていない方向」とは「逆向きに最も曲がっている方向」である）。

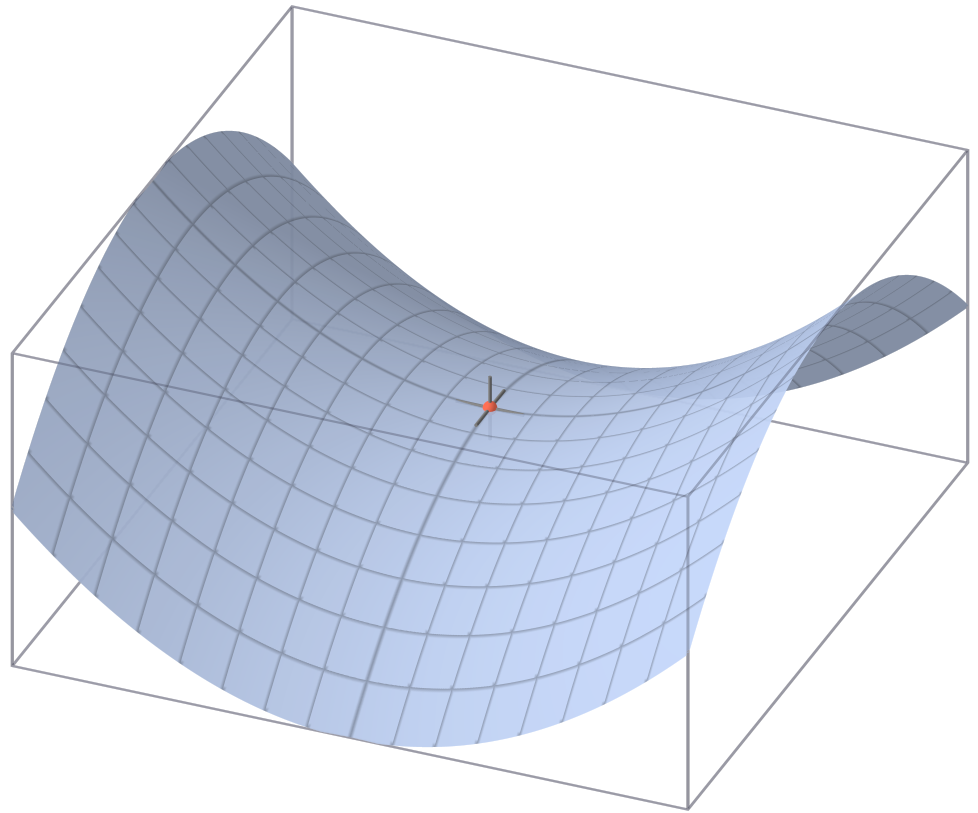
鞍点

ガウス曲率はその定義より、{\displaystyle \mathbb {R} ^{3}}におけるMの曲がり具合を利用して定義されている為、{\displaystyle \mathbb {R} ^{3}}においてMがどのような形になっているかが一見重要に見える。

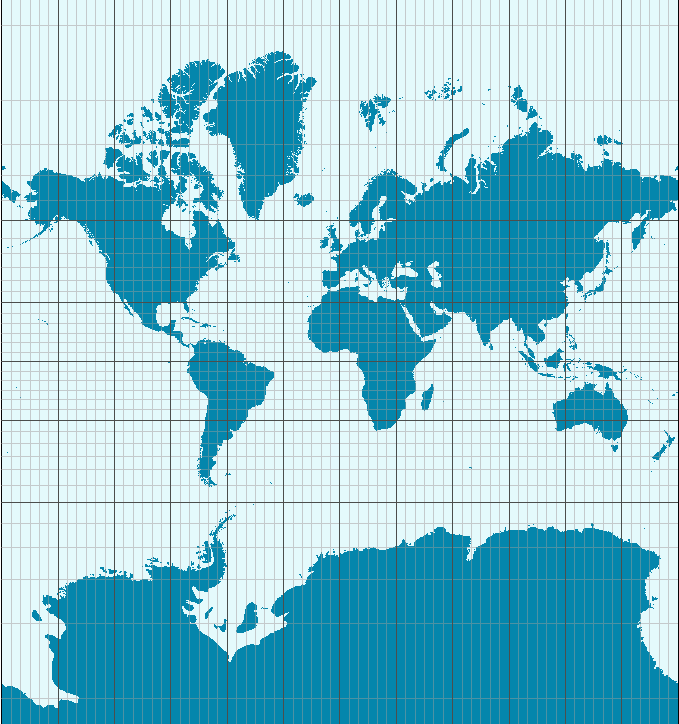
Theorema Egregiumから得られる帰結として、平面上に地球の正確な歪みの無い地図を描くことはできない。

しかし実はガウス曲率はMの「外の空間」である{\displaystyle \mathbb {R} ^{3}}とは無関係に計算できる、というのがTheorema Egregiumの趣旨である。具体的にはガウス曲率はMの距離空間としての構造（厳密にはリーマン計量）のみから計算できる。

ヘリコイド（螺旋面）からカテノイド（懸垂面）に変形するアニメーション

したがって、{\displaystyle \mathbb {R} ^{3}}内でMを変形しても、その変形がMの距離構造を変えない限り、ガウス曲率は変わらない。例えばカテノイド（＝懸垂面）とヘリコイド（＝螺旋面）は見た目は大きく異なるが、両者の距離構造は同じなので、ガウス曲率は変わらない。

このように「外の空間」とは無関係にMの情報だけを用いて計算できる量をMに内在的な(英: intrinsic)量であるという。Theorema Egregiumは、ガウス曲率がMの内在的な量である事を意味している。
Theorema Egregiumを使うと、地球の地図を書くとき距離を歪ませない正確な地図は書けない事を示す事ができる。実際、もし正確な地図が書けるなら、地球と地図（すなわち球面と平面）の距離構造は同一なので、Theorema Egregiumより両者のガウス曲率は等しくなければならないが、球面のガウス曲率は半径をRとすると1/R2であり、平面のガウス曲率は0である事が知られているので、これは矛盾である。

なお、ガウスがTheorema Egregiumなどの曲面論（ガウスの曲面論）を研究したきっかけは、国家の測量を依頼されたためであった。

ベルンハルト・リーマンはTheorema Egregiumに着目する事により、「外の空間」なしのn次元曲面、すなわちn次元リーマン多様体を定義し、これが今日の微分幾何学の研究の嚆矢となった。
さらにアルベルト・アインシュタインは、重力の座標変換則がリーマン多様体のそれとよく似ている事に着目し、宇宙をリーマン多様体の類似物（擬リーマン多様体）と見なすことで一般相対性理論を確立した。

## 厳密な定式化

### 古典的な定式化
Theorema Egregiumは以下のように定式化できる：
定理 ― 
{\displaystyle \mathbb {R} ^{3}}内の曲面Mに対し、Mのガウス曲率はMの第一基本形式（およびその2階以下の偏微分）のみを用いて記述できる。
なお、第一基本形式は現代的な言い方では「リーマン計量」と呼ばれる。

具体的には第一基本形式を
{\displaystyle I=E\,du^{2}+2F\,du\,dv+G\,dv^{2}.\,}
とするとき、ガウス曲率Kはブリオスキの公式
{\displaystyle K={\frac {\det {\begin{vmatrix}-{\frac {1}{2}}E_{vv}+F_{uv}-{\frac {1}{2}}G_{uu}&{\frac {1}{2}}E_{u}&F_{u}-{\frac {1}{2}}E_{v}\\F_{v}-{\frac {1}{2}}G_{u}&E&F\\{\frac {1}{2}}G_{v}&F&G\end{vmatrix}}-\det {\begin{vmatrix}0&{\frac {1}{2}}E_{v}&{\frac {1}{2}}G_{u}\\{\frac {1}{2}}E_{v}&E&F\\{\frac {1}{2}}G_{u}&F&G\end{vmatrix}}}{(EG-F^{2})^{2}}}}
により記述できる。ここでEuはEのu-偏微分を表す。

### 現代的な定式化
リーマン多様体の言葉を使うと、Theorema Egregiumを以下のように再定式化できる。
{\displaystyle M\subset \mathbb {R} ^{3}}を{\displaystyle \mathbb {R} ^{3}}のC∞級部分多様体とし、Mに{\displaystyle \mathbb {R} ^{3}}の内積から誘導されるリーマン計量gを入れ、gが定めるレヴィ・チヴィタ接続（共変微分）を∇とし、リーマンの曲率テンソルRを
{\displaystyle R(X,Y)Z:=\nabla _{X}\nabla _{Y}Z-\nabla _{Y}\nabla _{X}Z-\nabla _{[X,Y]}Z}
により定義する。
各点{\displaystyle P\in M}に対し、TPMのgに関する正規直交基底{\displaystyle e_{1},e_{2}}を選び、PにおけるMの断面曲率を
{\displaystyle \mathrm {Sec} _{P}:=g(e_{1},R(e_{1},e_{2})e_{2})}
により定義する。断面曲率は{\displaystyle e_{1},e_{2}}の選び方によらずwell-definedである事が知られている。
このときTheorema Egregiumは以下のように再定式化できる：
定理 (Theorema Egregiumの再定式化) ― {\displaystyle \mathbb {R} ^{3}}の二次元部分多様体{\displaystyle M\subset \mathbb {R} ^{3}}に対し、点Pにおけるガウス曲率は点Pにおける断面曲率と一致する。
断面曲率はMに内在的な量（リーマン計量）のみから定義したので、断面曲率はMに内在的な量である。よって上記の定理はガウス曲率がMに内在的である事を示している。

## 高次元の場合
Mをリーマン多様体Mの部分多様体とする。MがMにおいて余次元1であれば、第二基本形式が実数値の双線形写像になり、第二基本形式の固有値・固有ベクトルとして主曲率{\displaystyle \kappa _{1},\ldots ,\kappa _{m}}およびそれに対応する主方向{\displaystyle e_{1},\ldots ,e_{m}}が定義できる。さらに全ての主曲率の積としてガウス曲率{\displaystyle K=\kappa _{1}\cdots \kappa _{m}}が定義できる。（なおガウス曲率は第二基本形式の行列式に等しい）。
このとき、以下が成立する：
系 (断面曲率と主曲率の関係) ― i≠jを満たす任意のi, j ∈{1,...,m}に対し、以下が成立する：
{\displaystyle \mathrm {Sec} (e_{i},e_{j})={\overline {\mathrm {Sec} }}(e_{i},e_{j})+\kappa _{i}\kappa _{j}}
ここで{\displaystyle \mathrm {Sec} _{P}(\cdot ,\cdot )}、{\displaystyle {\overline {\mathrm {Sec} }}_{P}(\cdot ,\cdot )}はそれぞれM、Mの断面曲率である。

Mが曲率cの定曲率空間であれば、
{\displaystyle \mathrm {Sec} (e_{i},e_{j})=c+\kappa _{i}\kappa _{j}}

であり、{\displaystyle \mathrm {Sec} _{P}(e_{i},e_{j})}がMに内在的な量であることも言える：
定理 (Theorema Egregiumの一般化) ― {\displaystyle {\bar {M}}_{c}}を曲率cの定曲率空間とし、{\displaystyle M\subset {\bar {M}}_{c}}をその余次元1の部分多様体とし、さらにPをMの点とする。さらに線形写像{\displaystyle \rho ~:~\wedge ^{2}TM_{P}\to \wedge ^{2}TM_{P}}を
{\displaystyle g(\rho (X\wedge Y),Z\wedge W)=g(R(X,Y)W,Z)}
により定義する。
このとき、ρの固有値の集合は
{\displaystyle \{\kappa _{i}\kappa _{j}+c\mid i,j\in 1,\ldots ,m,{\text{ s.t. }}i\neq j\}}
に一致する。ここでmはMの次元であり、{\displaystyle \kappa _{1},\ldots ,\kappa _{m}}は点Pにおける主曲率である。
また{\displaystyle \kappa _{1},\ldots ,\kappa _{m}}に対応する主方向を{\displaystyle e_{1},\ldots ,e_{m}}とすると、{\displaystyle \kappa _{i}\kappa _{j}+c}に対応する固有ベクトルは{\displaystyle e_{i}\wedge e_{j}}である。
よって特に以下が従う：
系 (偶数次平均曲率の内在性、偶数次元のガウス曲率の内在性) ― 記号を前述の定理と同様に取るとき{\displaystyle {\bar {M}}_{c}}におけるMのガウス曲率KはMの次元mが偶数ならMに内在的な量である。
一方、奇数次元のガウス曲率はMに内在的な量ではないが、以下が成り立つことが知られている：
系 (符号を除いたガウス曲率の内在性) ― 記号を前述の定理と同様に取る。Mの次元mが奇数であっても、{\displaystyle {\bar {M}}_{c}}におけるMのガウス曲率Kは符号を除いて内在的な量である
以上の事から、mが偶数の場合には{\displaystyle {\bar {M}}_{c}}におけるMのガウス曲率をリーマン曲率で書きあらわす事ができる。{\displaystyle {\bar {M}}_{c}}が曲率0の場合は、具体的にはリーマン曲率から定まるオイラー形式がガウス曲率と一致する。
このオイラー形式はガウス・ボンネの定理の高次元化にも役に立ち、オイラー形式を積分したものがオイラー数に一致する、という形で高次元のガウス・ボンネの定理を記述できる。
詳細は部分リーマン多様体の接続と曲率の項目を参照されたい。